# Prisión de Aït Melloul
La prisión de Aït Melloul es una prisión ubicada en la ciudad de Aït Melloul, cerca de Agadir. Consta de dos instalaciones, la primera inaugurada en 2003, y otra inaugurada en 2016. Es la prisión más grande de la región de Sus-Masa.

## Historia
La construcción de la prisión comenzó en 2001, y fue abierta en 2003. En 2016 se inauguró una segunda instalación para sustituir la prisión histórica de la ciudad de Inezgane. En 2018, 5 personas resultaron heridas y se produjeron daños considerables después de producirse un incendio en uno de los pasillos de la prisión. Según los bomberos locales, el fuego fue extinguido rápidamente.

## Críticas y escándalos
En 2003, un estudiante de Agadir llamado Abdelkarim Azzou fue arrestado y llevado a la prisión de Aït Melloul. Azzou afirmó haber sido sometido a «la forma más cruel de tortura que puede existir» y haber sido obligado a firmar una confesión falsa. Azzou estuvo detenido sin juicio durante 2 años. Finalmente, fue condenado a 20 años de prisión por cargos de terrorismo, sentencia que fue reducida a 12 años en apelación. Comenzó una huelga de hambre en 2009.
En 2014, un alto funcionario de la prisión fue acusado de homosexualidad e indecencia después de que se publicaran en las redes sociales fotos del funcionario teniendo relaciones sexuales con un prisionero tunecino dentro de la prisión, estando prohibida la homosexualidad en Marruecos. El exprisionero publicó selfies en los que posa con el uniforme oficial de guardia penitenciario. La fiscalía del tribunal de primera instancia de Agadir inició un procedimiento judicial y los medios de comunicación lo catalogaron como «escándalo».
Las autoridades penitenciarias fueron criticadas durante la pandemia de COVID-19 por la falta de acciones para proteger a los presos contra el virus. Un prisionero dijo al periódico digital Middle East Eye que la prisión estaba «extremadamente sucia» y destacó las «horribles condiciones» de la prisión. En mayo de 2020 se registraron 3 casos de COVID-19 en la prisión.